# Vlasta Prachatická
Vlasta Prachatická (27. listopadu 1929, Staré Smrkovice – 27. dubna 2022) byla česká portrétní sochařka, čestná členka britské Society of Portrait Sculptors.

## Život
Po válce strávila rok na Vyšší průmyslové škole sochařské a kamenické v Hořicích, kde byl jejím učitelem Myslbekův žák Jaroslav Plichta. Poté studovala v letech 1946 – 1951 na Akademii výtvarných umění v Praze v ateliéru Otakara Španiela. Její absolventský Portrét maminky, vystavený roku 1951, zakoupila Národní galerie. Roku 1952 získala byt v Praze 7, Nad Královskou oborou čp.  23, který zčásti využila jako ateliér.
Roku 1953 se provdala za sochaře Stanislava Kolíbala. Jejich dcera Markéta Prachatická (* 1953) je výtvarnice a syn Pavel Kolíbal (* 1956) je architekt.
Roku 1952 se zúčastnila společné výstavy na Akademii v Berlíně a roku 1957 společné výstavy pěti výtvarníků v Alšově síni Umělecké besedy, kterou připravil historik umění František Matouš. V šedesátých letech byla členkou skupiny UB 12 a vystavovala na všech společných výstavách až do roku 1965. Členové UB 12 většinou vystudovali na VŠUP, kde panovala svobodnější tvůrčí atmosféra než na Akademii a jejich zájem o moderní umění ovlivnil i Vlastu Prachatickou. Roku 1967 byla přizvána k výstavě pěti sochařů ve Špálově galerii (Pacík, Zoubek, Kmentová, Vinopalová, Prachatická) a zastupovala Československo na sochařském bienále v Middelheimu v Belgii. Zvítězila v soutěži na portrét Jana Masaryka pro vstupní halu Ministerstva zahraničních věcí, ale po srpnové okupaci již k osazení busty nedošlo.
Roku 1968 doprovázela Stanislava Kolíbala na jeho studijním pobytu ve Vence. Díky Kolíbalovu stipendiu Deutscher Akademischer Austauschdienst (DAAD) pobývala v letech 1988 – 1989 v Berlíně a roku 1992 s podporou Calderovy nadace strávila půl roku ve Francii v Saché. Od roku 2006 byla čestnou členkou britské Society of Portrait Sculptors.
Vlasta Prachatická žila a pracovala v Praze.

## Dílo
Od dob studií se věnovala sochařskému portrétu. Zprvu portrétovala známé osoby ze svého okolí –  matku, otce, své přítelkyně, Daisy Mrázkovou. Vycházela z klasických principů, které se týkají modelace povrchu, jak je formulovali přední sochaři: Charles Despiau – „i ta nejmenší část povrchu sochy musí mít svůj vlastní život“, Auguste Rodin – „sochař stejně jako stavitel hněte a modeluje světlo a stín“ nebo Alberto Giacometti – „hlavy jsou hmotou v ustavičném pohybu, proměnlivou formou, nikdy zcela uchopitelnou“. Vyhýbala se psychologizování a formální stylizaci portrétů, ale uvědomovala si významný vztah mezi anatomickou stavbou lebky a reliéfním ztvárněním tváře, které je výrazem napětí pokožky a svalů. Podnětným vzorem pro ni byla impresionistická modelace Medarda Rossa i vyváženost prací Charlese Despiau, které zachovávají věrnost předloze aniž by potlačovaly uměleckou obraznost. Z českých sochařů jí byl nejbližší Josef Kaplický, který v portrétu zohlednil dědictví avantgardy zosobněné Otto Gutfreundem. Pro díla z jejího zralého období byla inspirací expresivní modelace Marino Mariniho i abstrahující pojetí portrétu Alberta Giacomettiho, vycházející ze smyslových vjemů a citového rozechvění.
Modelace tváře v hlíně postrádá zejména světelné kvality a ovlivňuje tak podobu portrétovaného, zatímco bronzový odlitek je „příliš definitivní“ a zároveň nejmrtvější. Prachatická proto upřednostňuje sádrový odlitek, který je pro ni skutečným a živým originálem. Sádru je navíc možno upravovat nebo dokončit polychromií.
Soustavná práce na portrétech znamenala potřebu proniknout do osobního zázemí a uvažovat o povaze a vlastnostech portrétované osoby. To bylo snazší v případě lidí, se kterými se ona i Stanislav Kolíbal přátelsky stýkali. Do tohoto okruhu patřil historik umění František Matouš, který uváděl výstavu mladých výtvarníků v Alšově síni (1957) a jeho dcera Helena, nebo malíř Václav Bartovský, jeden ze zakladatelů UB 12. Prachatická se vždy živě zajímala o moderní i klasickou vážnou hudbu a mezi její přátele patřili někteří známí hudebníci a skladatelé (Pavel Bořkovec, Karel Balling). Ve snaze zachytit podobu člověka co nejpravdivěji se k některým portrétům po několika letech vracela. Portrét svého strýce, violoncellisty Karla Pravoslava Sádla, modelovala poprvé roku 1961, ale studii později sama zničila a k definitivnímu portrétu dospěla až roku 1985.

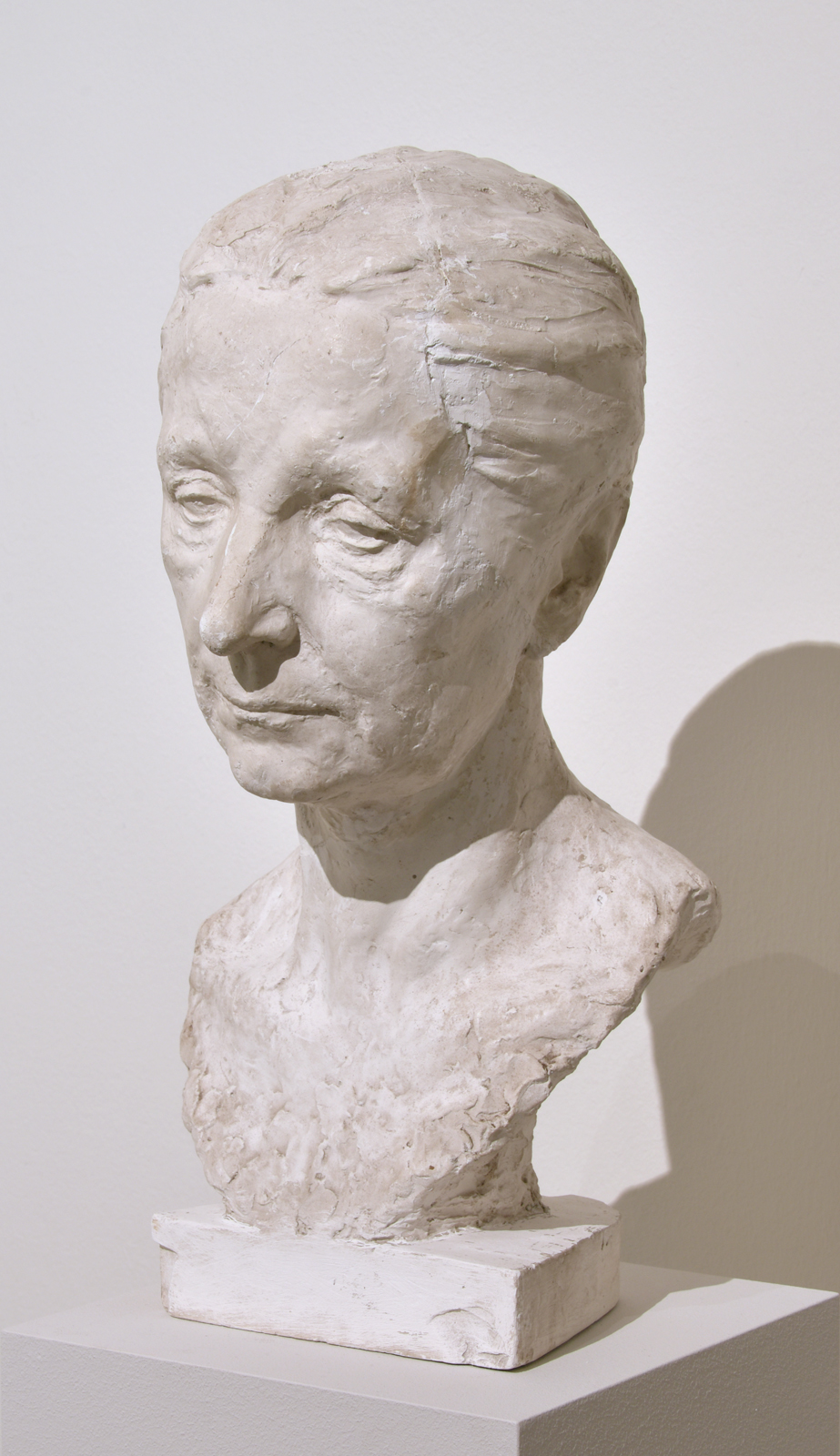
Maminka I, 1951
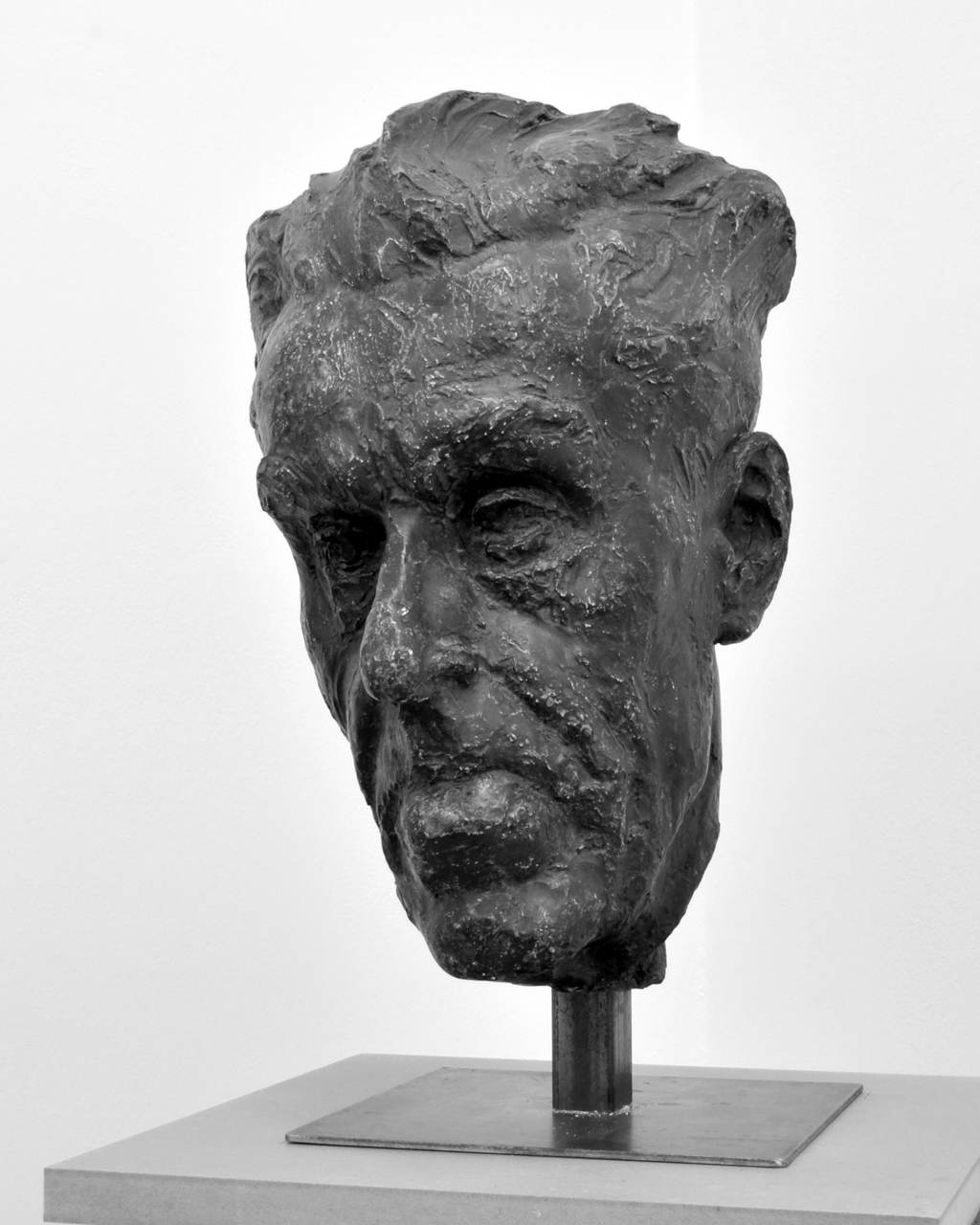
PhDr František Matouš, 1955
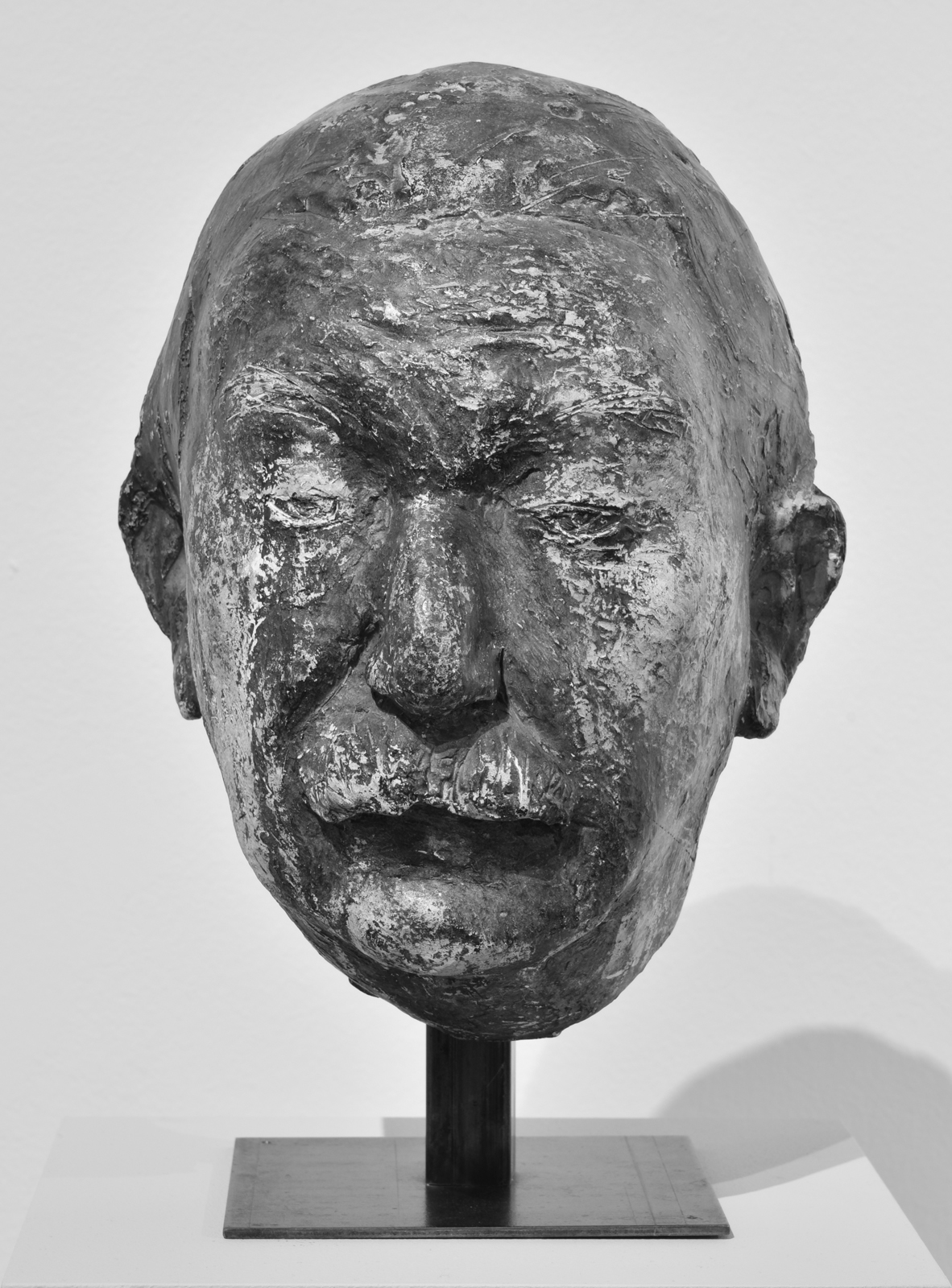
Václav Bartovský, 1959
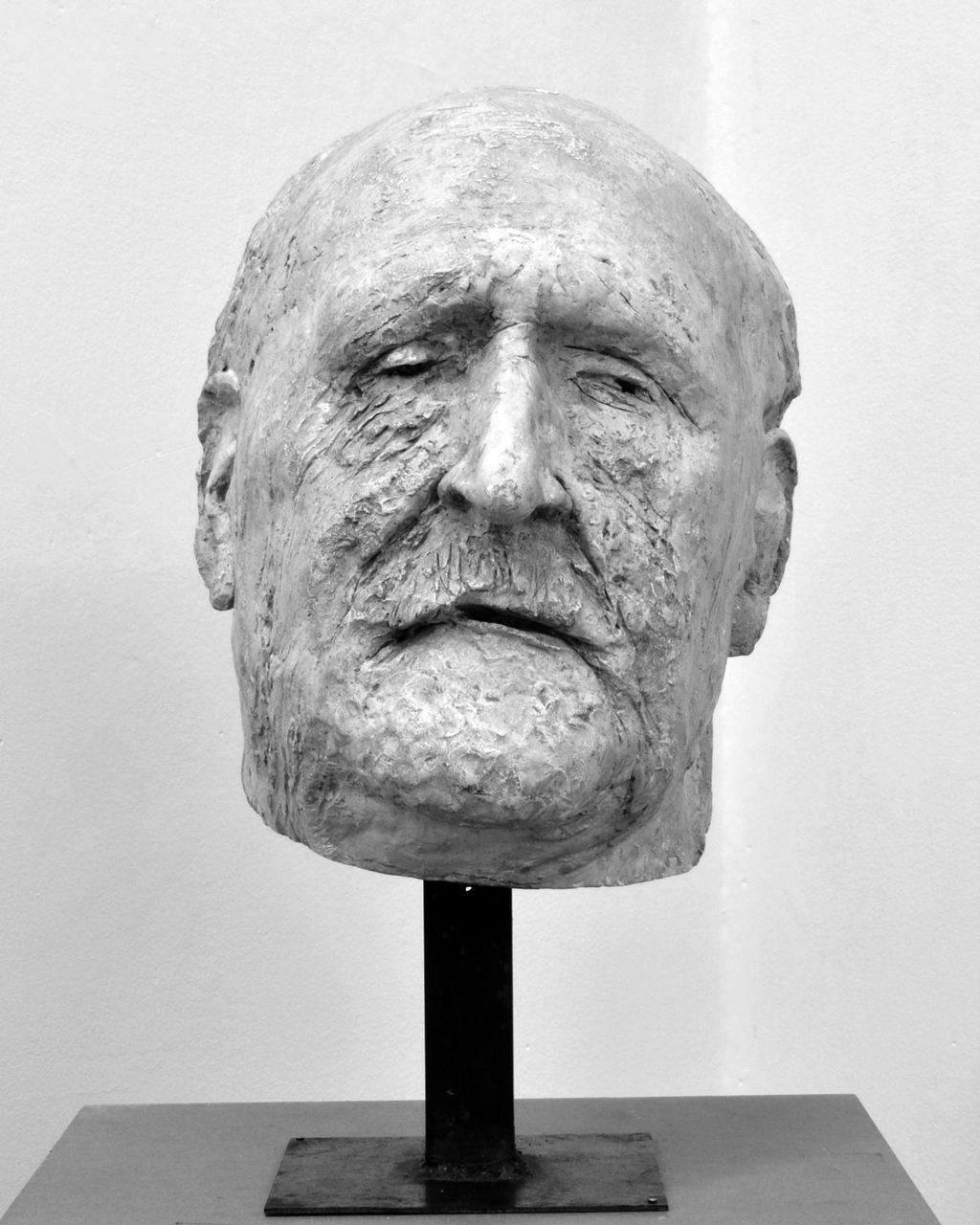
Karel Pravoslav Sádlo, 1960
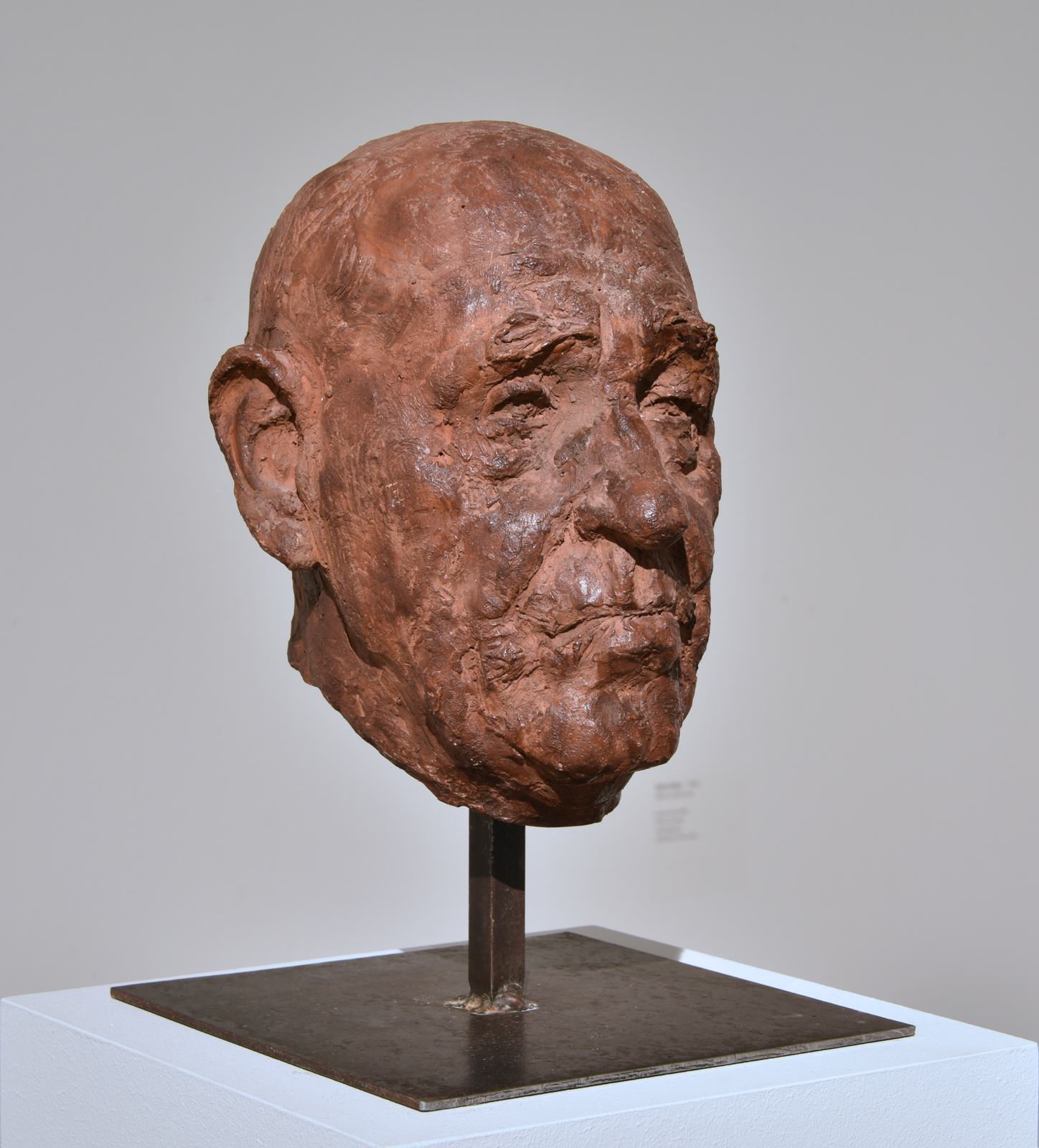
Portrét otce, 1962

Od přelomu šedesátých a sedmdesátých let, kdy dostala některé veřejné zakázky, bylo nutné modelovat bez přímého styku s portrétovanou osobou, pouze na základě dokumentace. Takovým úkolem byl portrét Ludwiga van Beethovena (zámek Hradec nad Moravicí), houslisty Karla Hoffmanna, olomouckého arcibiskupa Antonína Cyrila Stojana nebo Jana Masaryka. Také u žijících osob, které portrétovala, jí nakonec přestal vyhovovat strnulý výraz modelu při sezení v ateliéru. Dala přednost tomu, pozorovat lidi v běžném životě a zachytit v paměti prchavé výrazy tváře, které dávají portrétu přirozenost. Právě schopnost abstrakce charakteristických rysů tváře je v díle Vlasty Prachatické to, co ho činí jedinečným. Portréty z poslední doby zachycují vesměs osoby, které již nežijí. Pro sochařku to neznamenalo omezení, ale naopak větší tvůrčí svobodu.

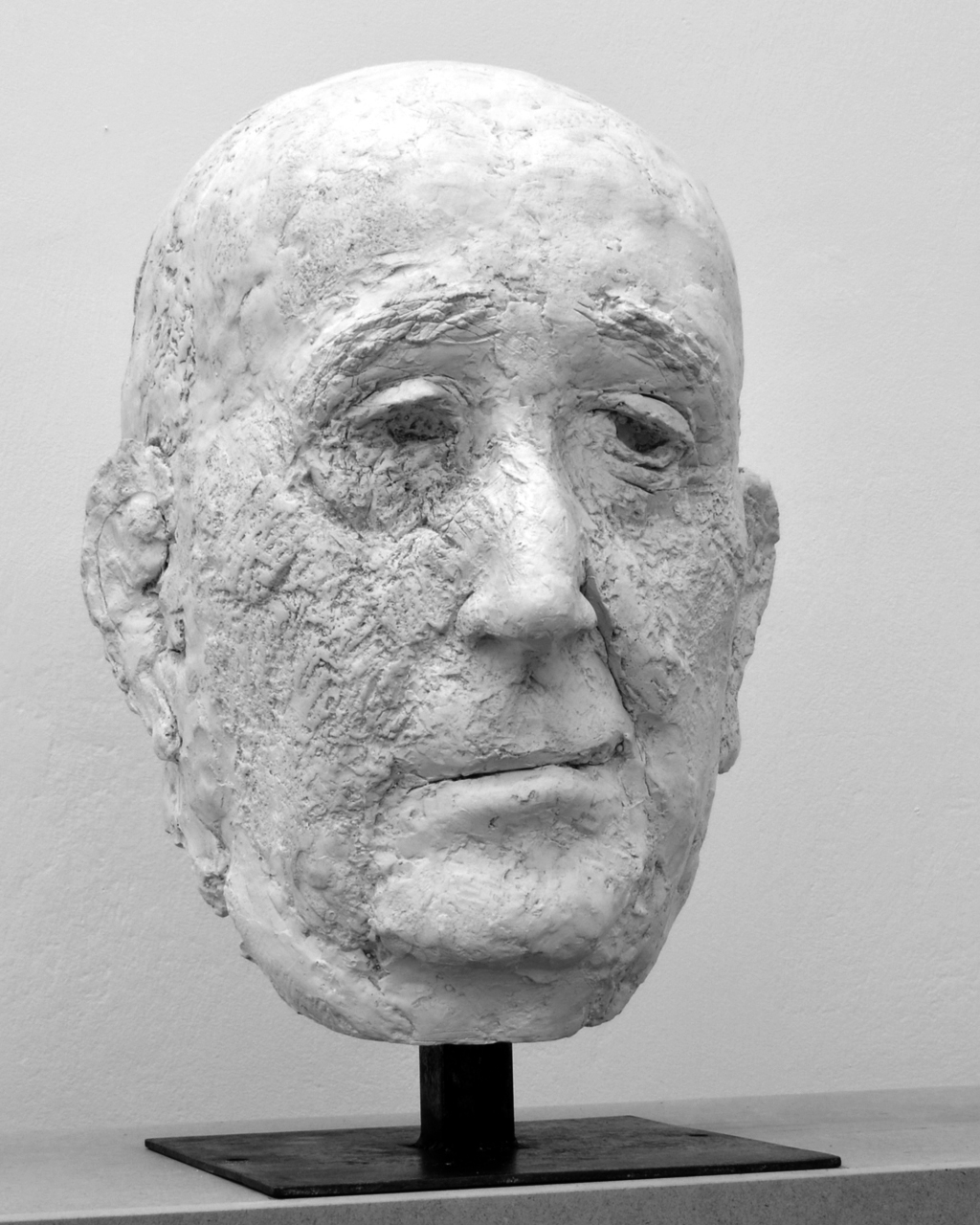
Jan Masaryk, 1968
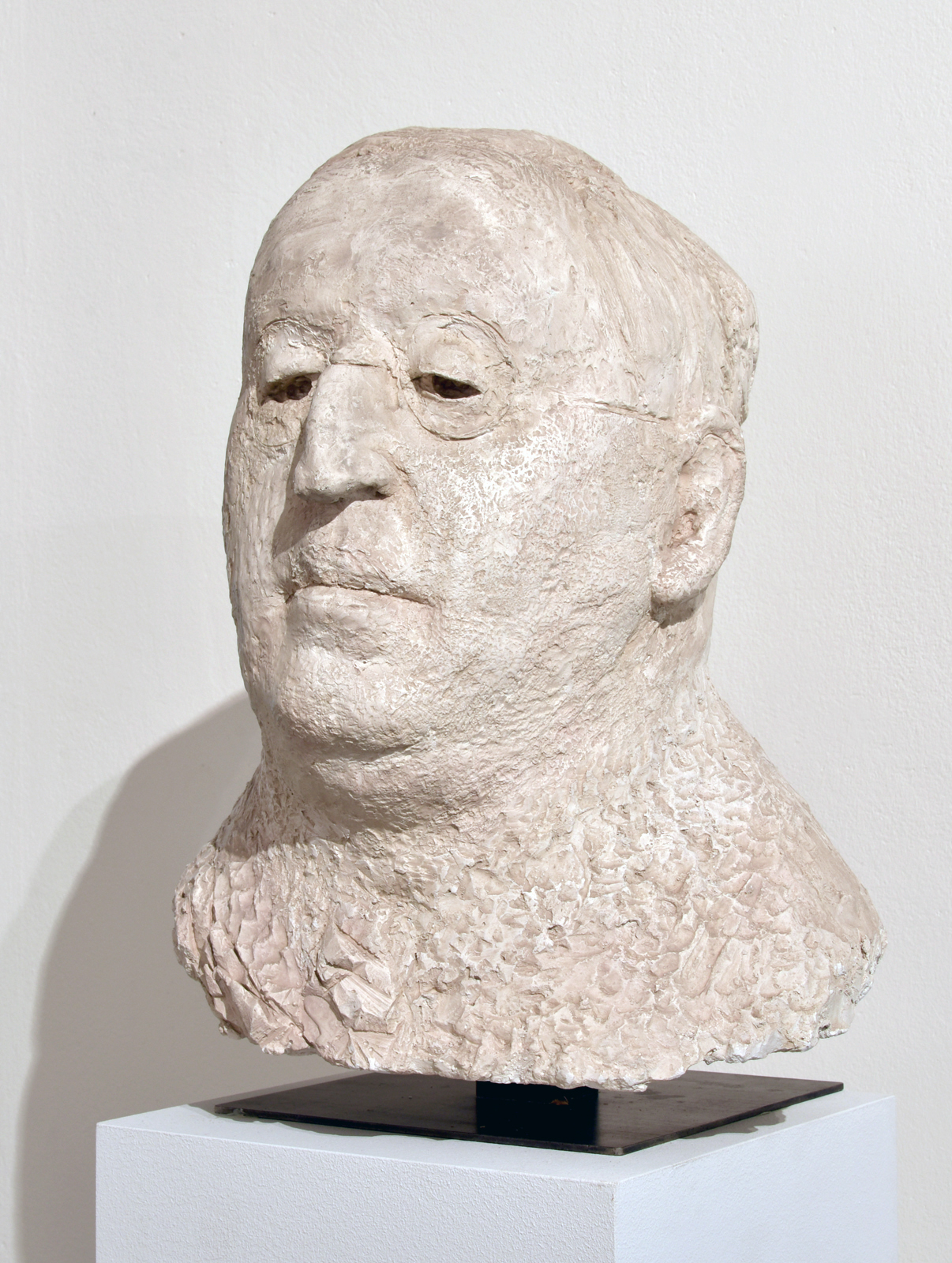
Josef Čapek, 1972
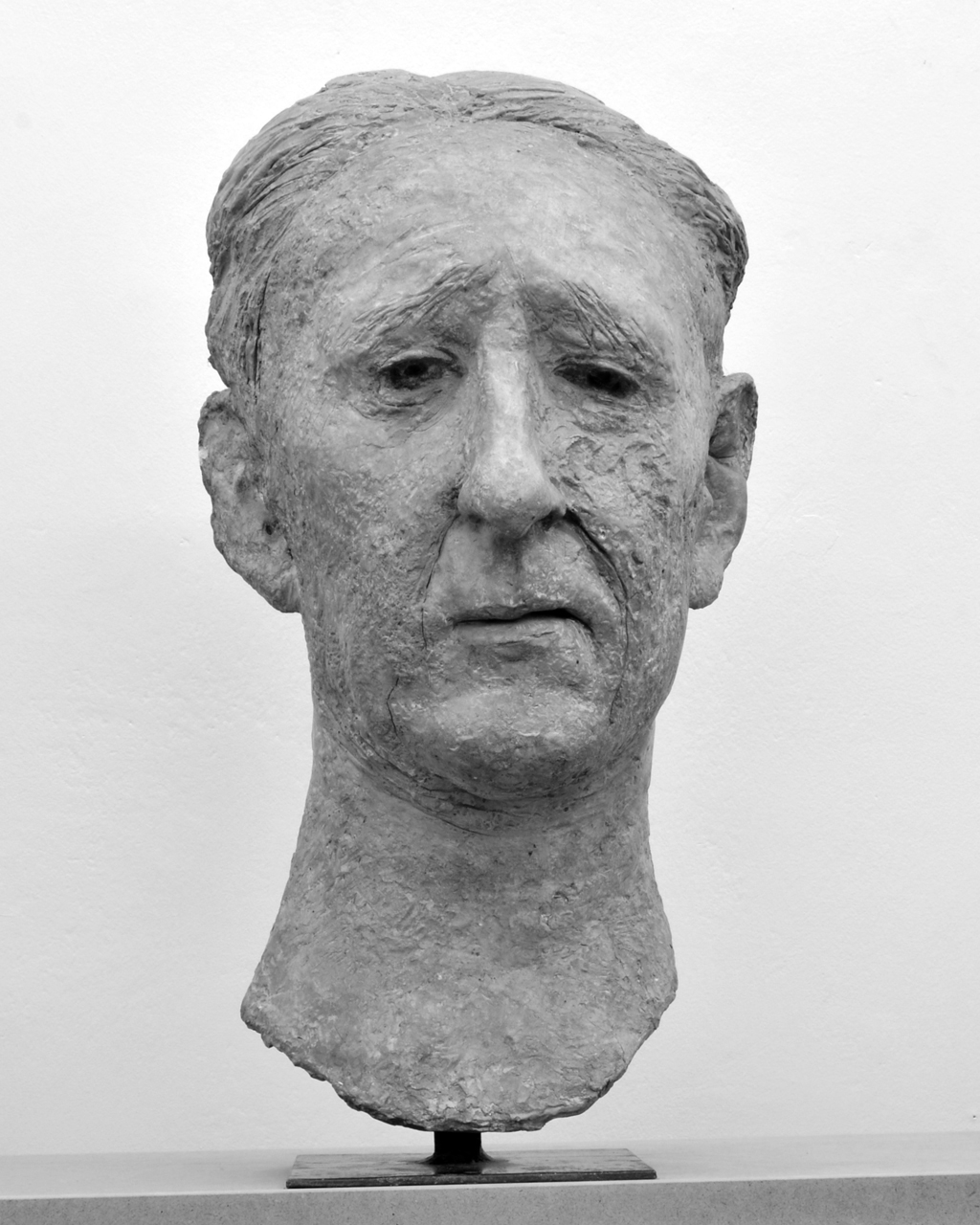
Bohuslav Martinů, 1978
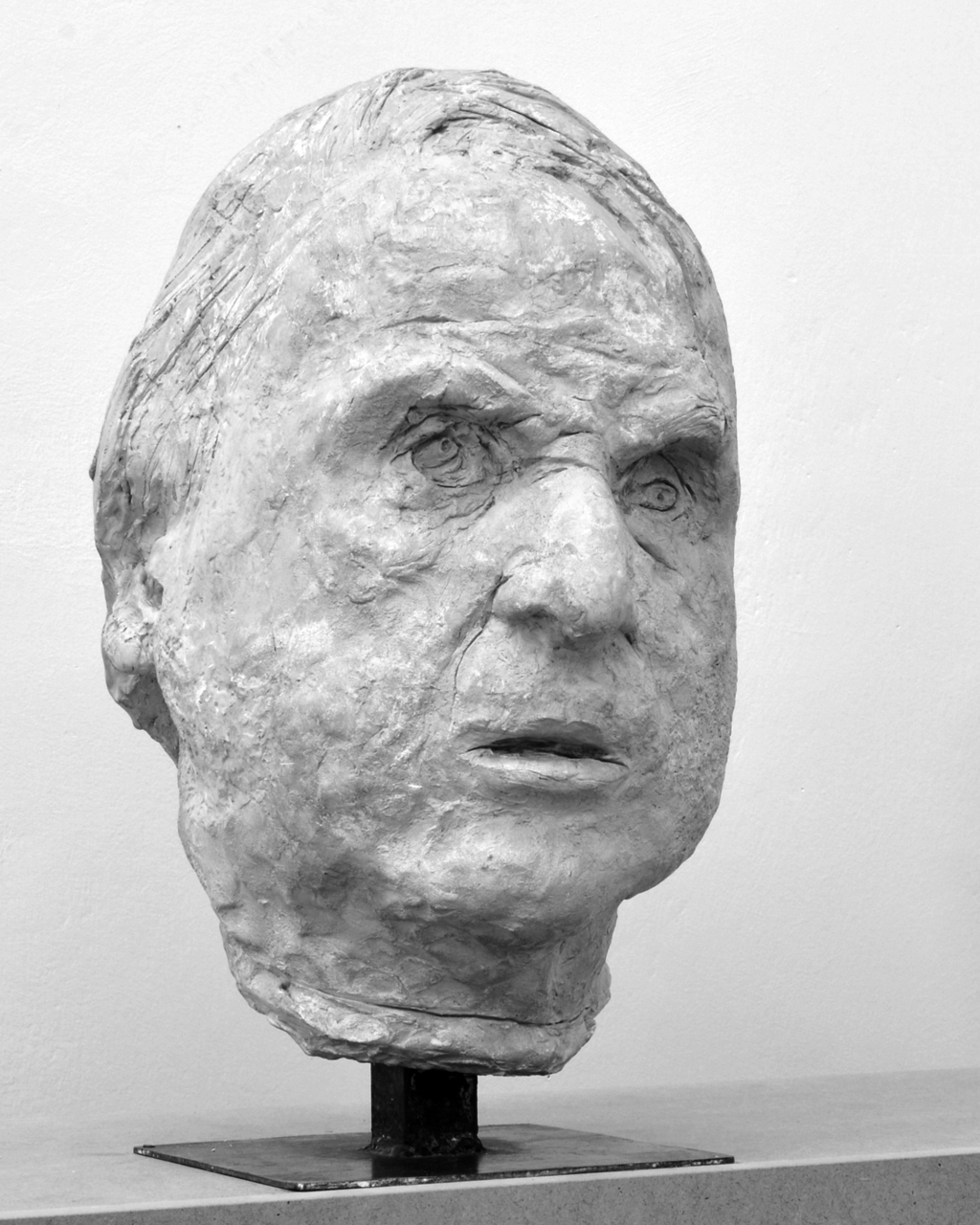
Francis Bacon, 1985
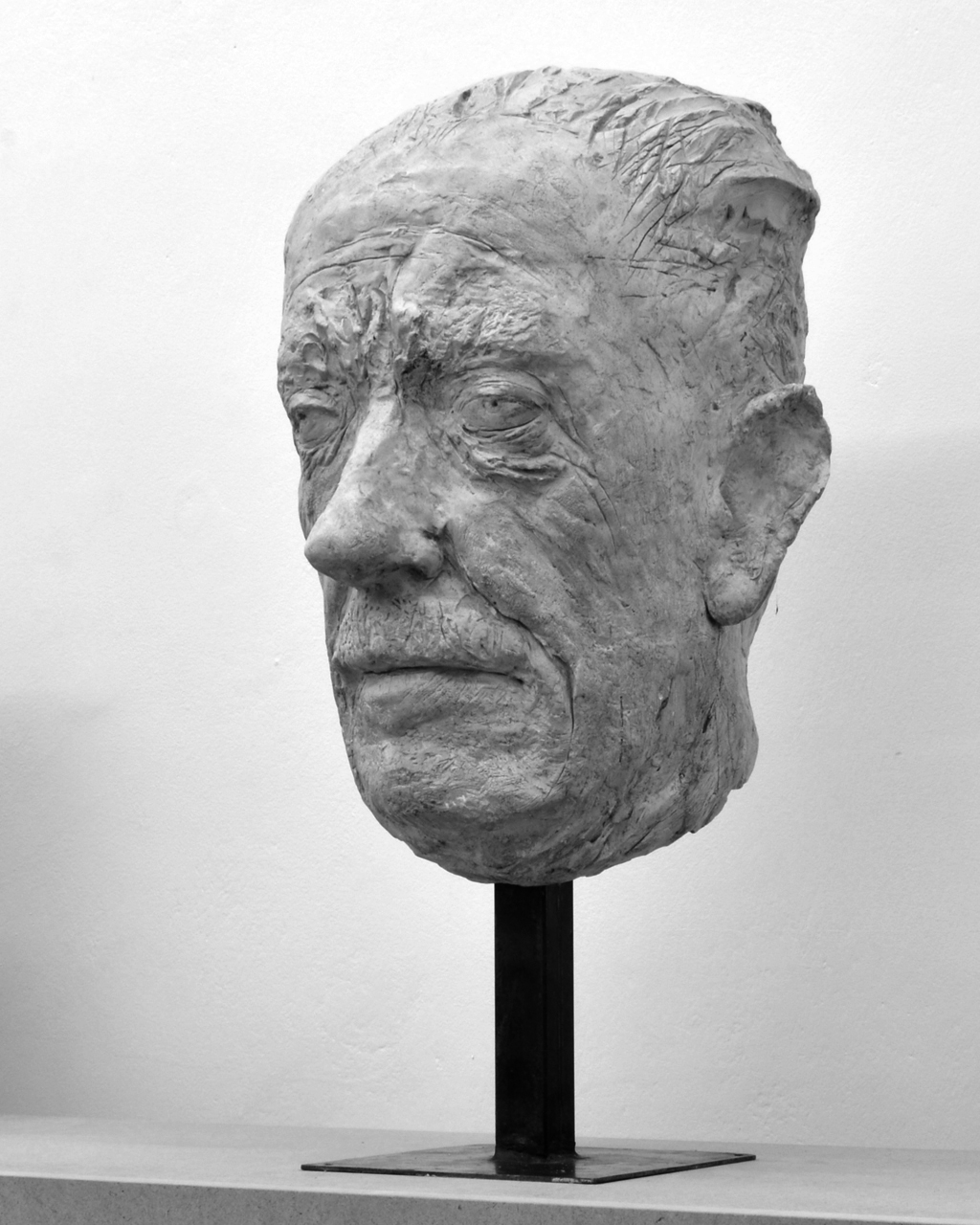
Josef Šíma, 1988

### Citát
„Vždycky mne zajímala jen lidská tvář. Nejde mi však jen o to, abych vyjádřila toho, komu patří. Několik tisíc let vlastně se lidé o ní zajímají a po tu dobu není těch vnějších změn tolik. Typy některých dávných portrétů nacházíme stále kolem sebe. Jde mi však o to, abych všemi výtvarnými prostředky vyjádřila hlavu, patřící naší době.“

### Realizace
- 1969 Ludwig van Beethoven, zámek Hradec nad Moravicí
- 1970 pamětní deska s bustou J. B. Foerstera, Wattmanngasse 25, Vídeň
- 1972 portrét arcibiskupa Stojana, cín, kostel sv. Mořice, Kroměříž
- 1972 pamětní deska s portrétem Karla Hoffmanna, houslisty Českého kvarteta
- 1978 portrét Bohuslava Martinů, foyer Národního divadla
- 1980 Vincenc Kramář, hlava a pamětní deska, Městská knihovna, Mariánské náměstí Praha[7]
- 1985 portrét a pamětní deska malíře Jaroslava Hněvkovského na jeho rodném domě v Žebráku[8]
- 1988 portrét Josefa Šímy, městské muzeum Jaroměř
- 1988 portrét Josefa Bohuslava Foerstera, foyer Národního divadla
- 1997 pamětní deska s portrétem J. V. Sládka, Resslova 5, Praha 2
- 1999 busta Jana Palacha, základní škola Všetaty
- 2006 Rainer Maria Rilke, busta a pamětní deska, Na Příkopě 16, Praha 1[9]

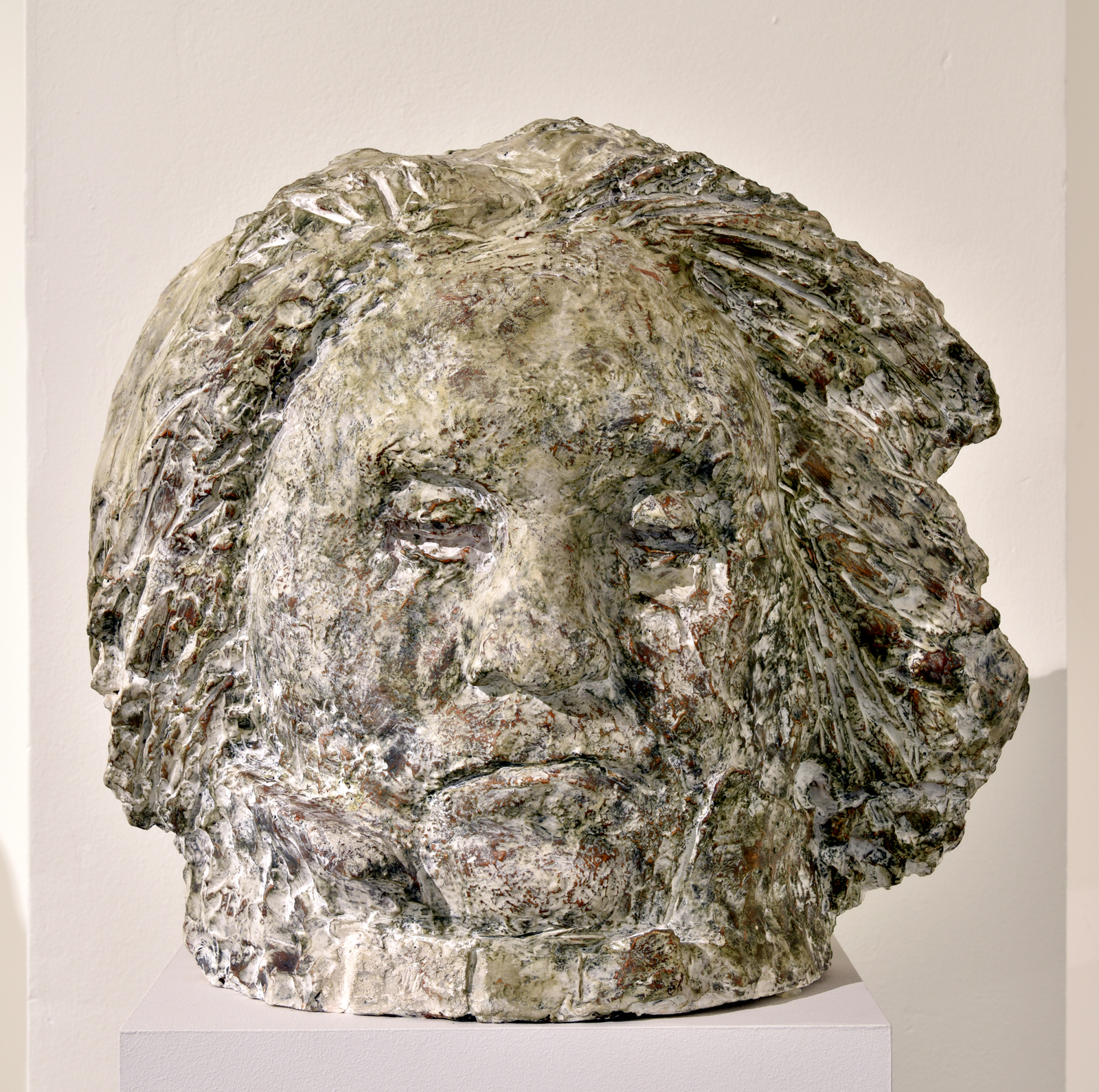
Vlasta Prachatická, Ludwig van Beethoven, 1969
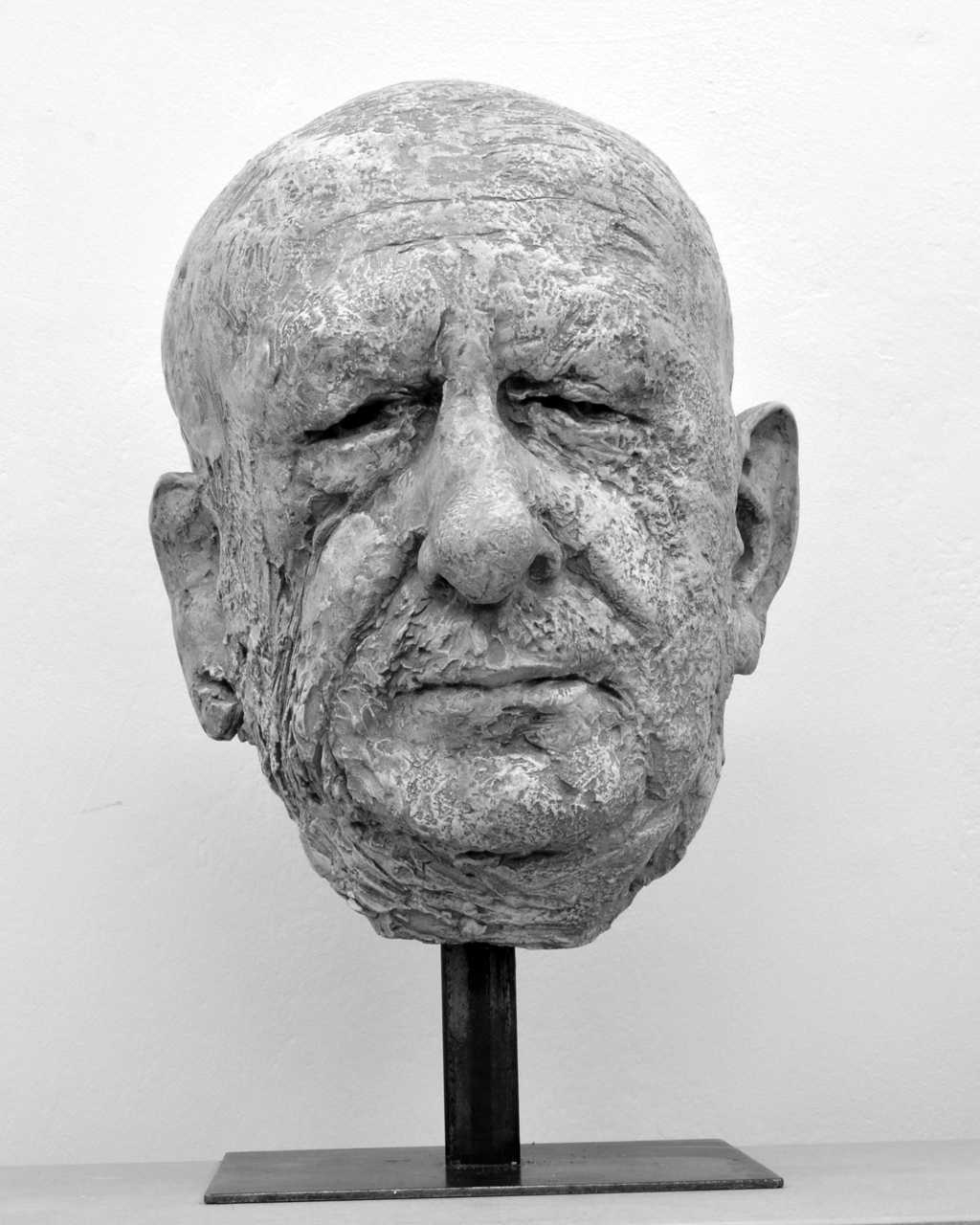
Vlasta Prachatická, Karel Hoffmann, 1972
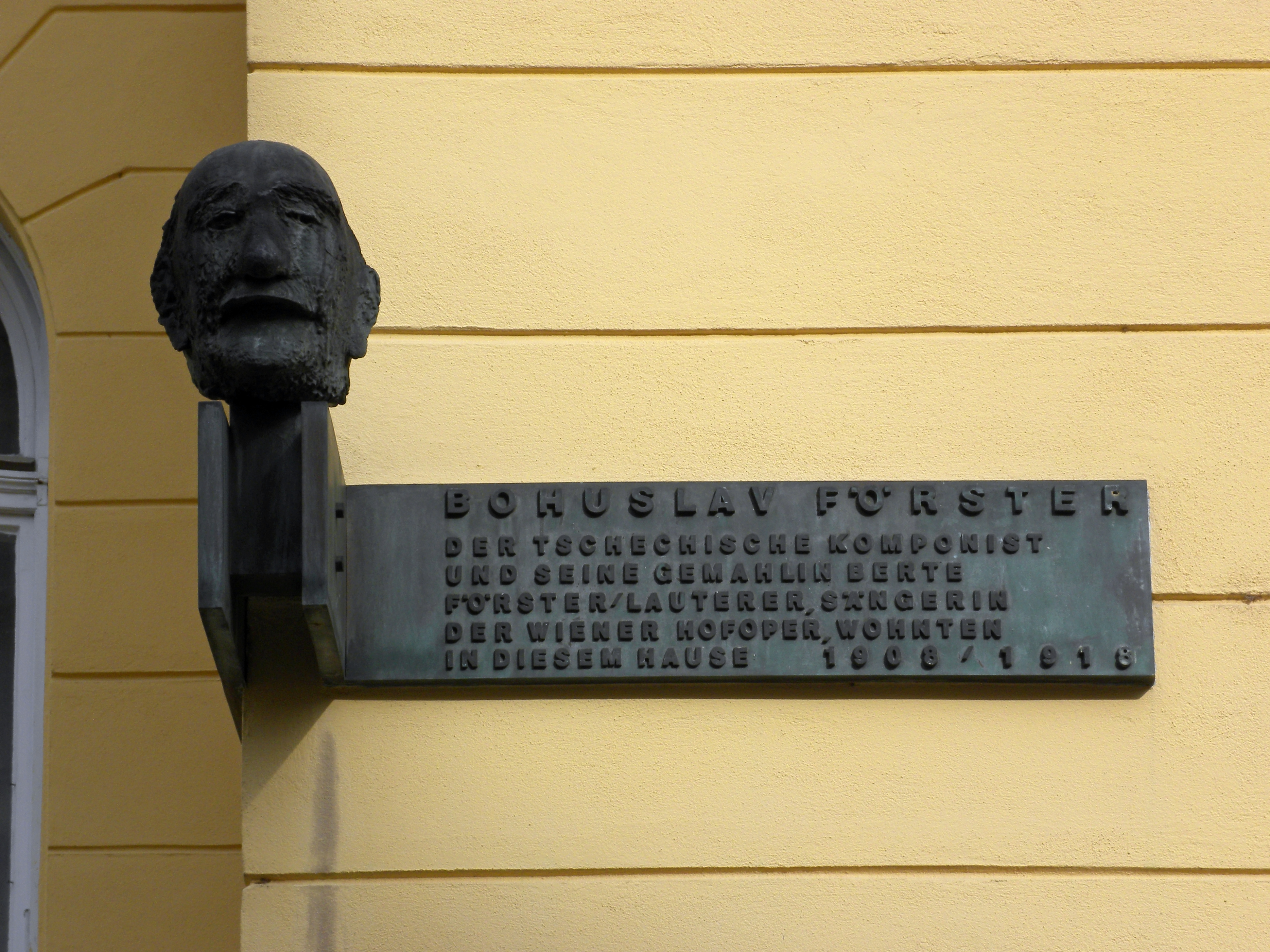
Pamětní deska J. Bohuslava Förstera, Vídeň
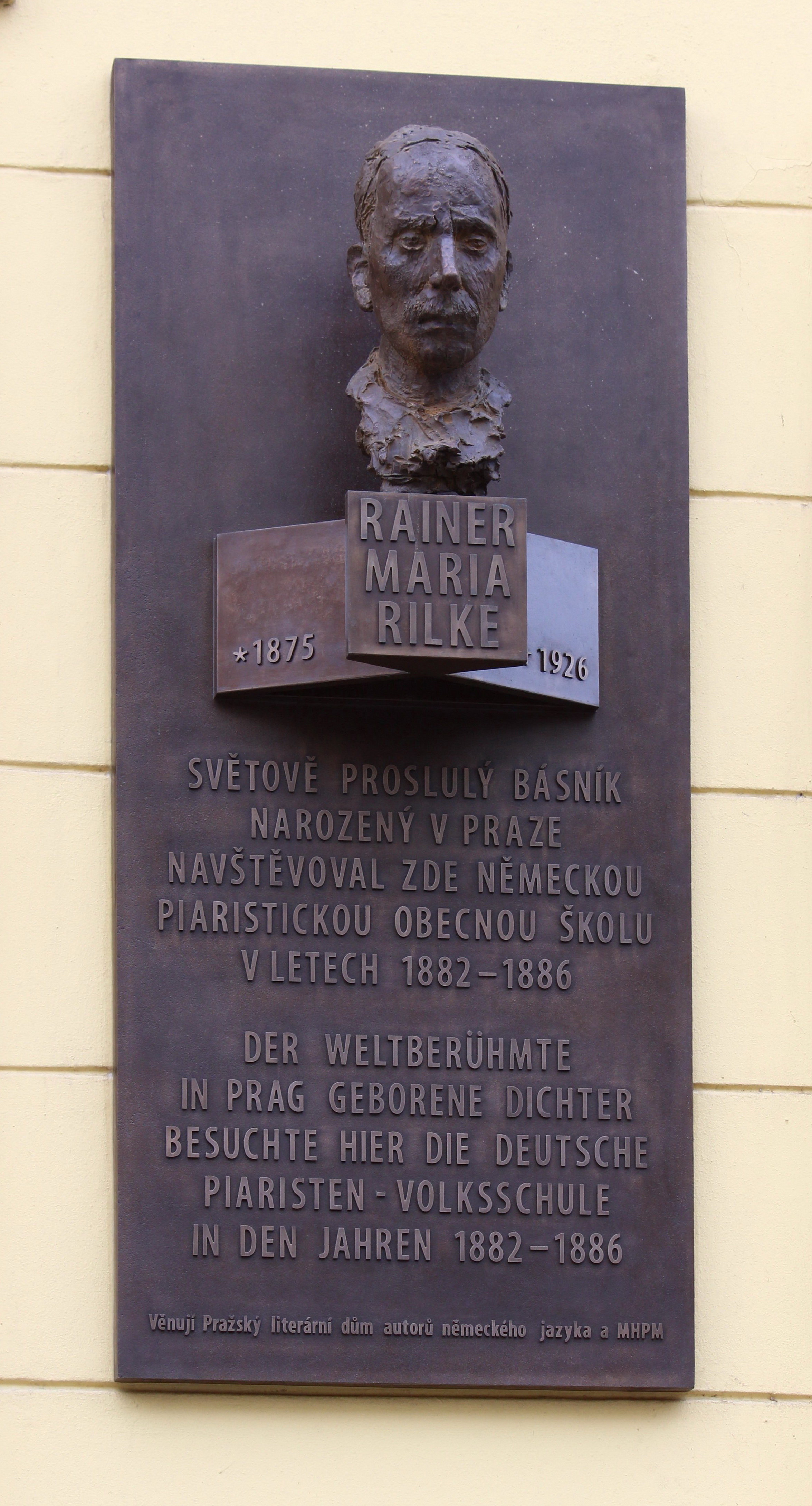
V. Prachatická: pamětní deska R. M. Rilkeho, Praha, Na příkopě, 2011
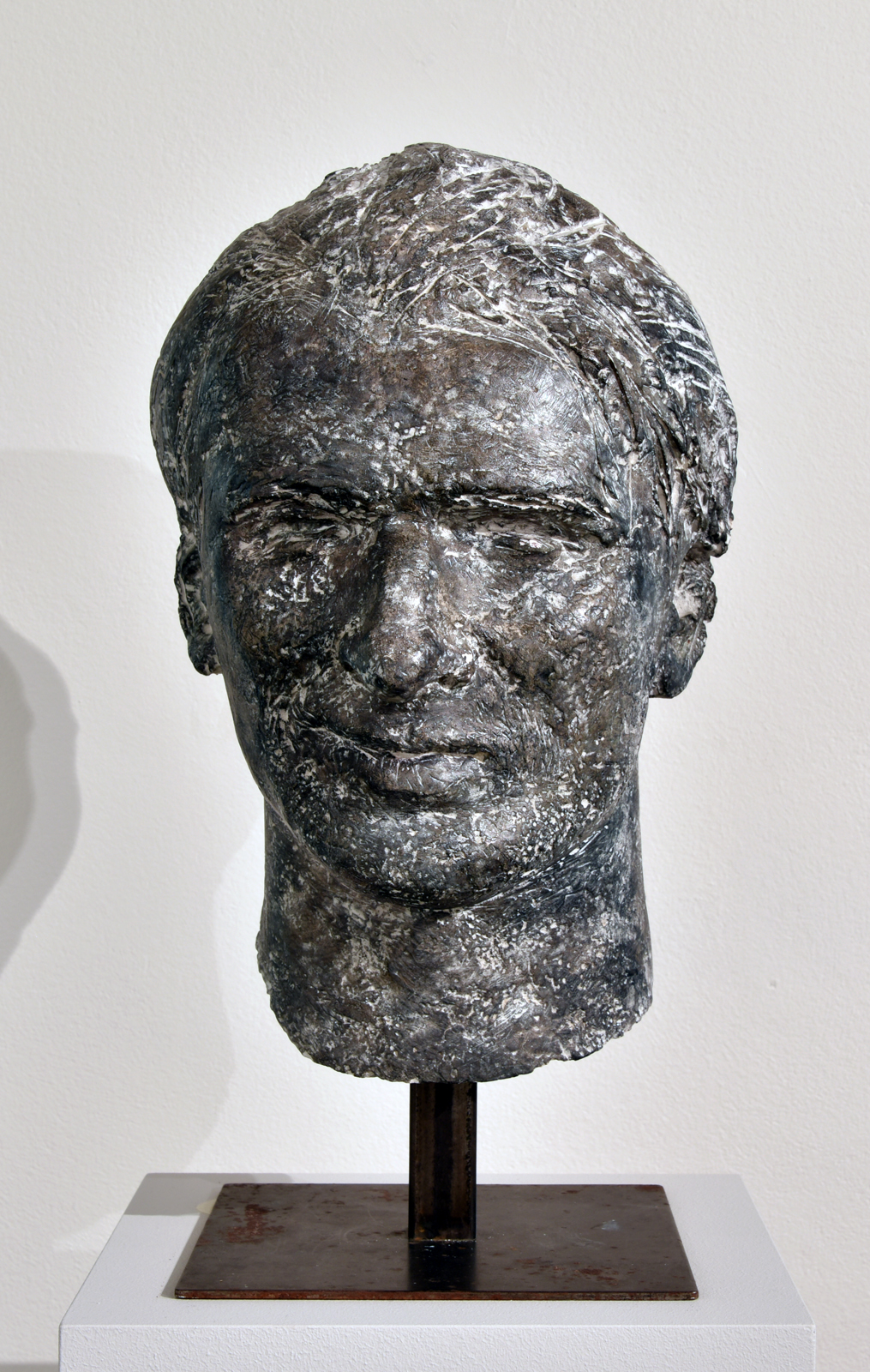
Vlasta Prachatická, Portrét Jana Palacha, 1998

### Zastoupení ve sbírkách
- Národní galerie Praha
- Galerie Středočeského kraje v Kutné Hoře (dříve ČMVU)
- Galerie hlavního města Prahy
- Galerie moderního umění v Roudnici nad Labem
- Galerie výtvarného umění v Ostravě
- Galerie umění Karlovy Vary
- Moravská galerie v Brně
- Muzeum umění Olomouc
- Galerie Klatovy / Klenová

### Samostatné výstavy
- 1961 Daisy Mrázková, Vlasta Prachatická: Portréty, Galerie na Karlově náměstí, Praha
- 1985 Vlasta Prachatická : Portréty, Staroměstská radnice, Galerie hlavního města Prahy
- 2001 Vlasta Prachatická : Portréty, Veletržní palác, Národní galerie v Praze.
- 2001 Vlasta Prachatická : Portréty, Zámek Klenová, Galerie Klatovy / Klenová[10]
- 2003 Vlasta Prachatická, Městské muzeum a galerie, Hořice v Podkrkonoší
- 2016 Markéta a Vlasta Prachatická: Portréty a kresby, Galerie 1. patro, Praha
- 2018 Vlasta Prachatická – Portréty, Museum Kampa, Praha, 27. říjen 2018 – 20. leden 2019[11]

### Společné výstavy (výběr)
- 1952 Ausstellung Die tschechoslowakische Skulptur, Akademie der Künste, Berlín
- 1957 	Výstava pěti výtvarníků (Prachatická, Kolíbal, Šimotová, John, Burant), Alšova síň Umělecké besedy, Praha 1
- 1967 5 sochařů, Galerie Václava Špály, Praha
- 1971 Contemporary czechoslovak art, Kuvajt
- 1987 Český portrét 1877–1987, Středočeská galerie, Praha
- 1994 Ohniska znovuzrození, Městská knihovna, Praha
- 2015 Sochárky – výber osobností česko-slovenského sochárstva/Women Sculptors: A Selection of Significant Czech and Slovak Sculptors, Slovenská národná galéria, Bratislava